# Cavalry Football Club
El Cavalry Football Club es un equipo de fútbol de Canadá con sede en Calgary, Alberta. Fue fundado en 2018 y disputa sus partidos de local en el ATCO Field. Participa en la Canadian Premier League desde 2019.

## Historia
El 5 de mayo de 2018, la Asociación Canadiense de Fútbol aceptó la creación del Cavalry FC como equipo profesional. Más tarde, el 17 de mayo de 2018, fue aprobado el ingreso del club a la Canadian Premier League, como un miembro más para el nuevo torneo. Ian Allison y Linda Southern-Heathcott, fueron elegidos por la liga como la nueva directiva del equipo.

## Uniforme
- Uniforme titular: Camiseta roja con raya diagonal blanca, pantalón negro y medias negras.
- Uniforme alternativo: Camiseta verde, pantalón blanco y medias verdes.

### Indumentaria y patrocinador
| Período       | Proveedor |
| ------------- | --------- |
| 2018-presente | Macron    |

| Período         | Patrocinador |
| --------------- | ------------ |
| 2018 – Presente | WestJet      |

## Estadio

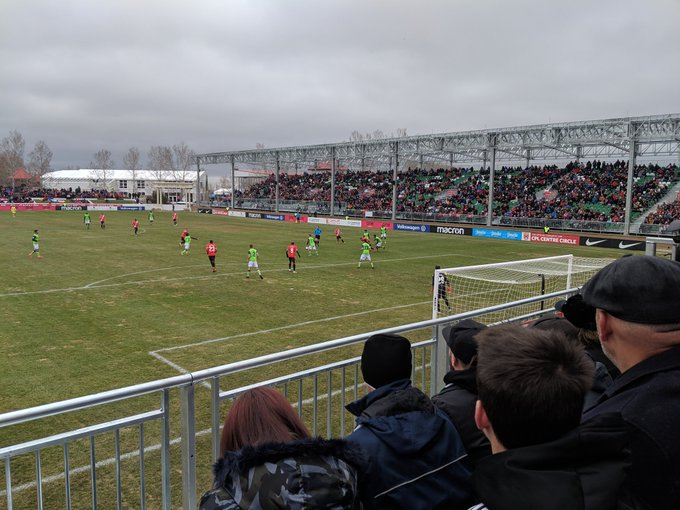
ATCO Field.

Disputa sus partidos de local en el ATCO Field, ubicado en el Spruce Meadows, cerca de Calgary. Su capacidad es para 6.000 espectadores y la cancha está hecha de pasto natural. El primer juego de local del equipo fue el 4 de mayo de 2019 ante el York9 FC, cuyo encuentro que finalizó con una victoria 2-1.

## Rivalidades
El principal y único rival del Cavalry es el FC Edmonton. Ambas escuadras disputan el Al Classico, el clásico de Alberta, que está inspirado en El Clásico entre el FC Barcelona y el Real Madrid. El nombre de este rivalidad fue elegido por la afición de los dos clubes. El primer juego entre estos equipos se jugó el 19 de mayo de 2019, esto terminó con victoria por 1-0 a favor del Cavalry.

## Jugadores

### Mercado de transferencias
| Altas              | Altas         | Altas                    | Altas    | Altas    | Altas    | Altas    |
| Jugador            | Posición      | Procedencia              | Tipo     |          |          |          |
| Invierno           | Invierno      | Invierno                 | Invierno | Invierno | Invierno | Invierno |
| ------------------ | ------------- | ------------------------ | -------- | -------- | -------- | -------- |
| Marco Carducci     | Portero       | Calgary Foothills        | Libre.   |          |          |          |
| Niko Giantsopoulos | Portero       | Launceston City          | Libre.   |          |          |          |
| Dean Northover     | Defensa       | Calgary Foothills        | Libre.   |          |          |          |
| Chris Serban       | Defensa       | Calgary Foothills        | Libre.   |          |          |          |
| Dominic Zator      | Defensa       | Calgary Foothills        | Libre.   |          |          |          |
| Nathan Mavila      | Defensa       | Dulwich Hamlet           | Libre.   |          |          |          |
| Mason Trafford     | Defensa       | Miami                    | Libre.   |          |          |          |
| Elijah Adekugbe    | Mediocampista | Calgary Foothills        | Libre.   |          |          |          |
| Julian Büscher     | Mediocampista | Agente libre.            | Libre.   |          |          |          |
| Sergio Camargo     | Mediocampista | Calgary Foothills        | Libre.   |          |          |          |
| Nikolas Ledgerwood | Mediocampista | Calgary Foothills        | Libre.   |          |          |          |
| Carlos Patiño      | Mediocampista | Calgary Foothills        | Libre.   |          |          |          |
| Joel Waterman      | Mediocampista | Trinity Western Spartans | Draft.   |          |          |          |
| Jordan Brown       | Delantero     | Znojmo                   | Libre.   |          |          |          |
| Oliver Minatel     | Delantero     | South Melbourne          | Libre.   |          |          |          |
| Nico Pasquotti     | Delantero     | Calgary Foothills        | Libre.   |          |          |          |
| Verano             |               |                          |          |          |          |          |
| Bandera de ?       |               | Bandera de ?             |          |          |          |          |

| Bajas        | Bajas    | Bajas        | Bajas    | Bajas    | Bajas    | Bajas    |
| Jugador      | Posición | Destino      | Tipo     |          |          |          |
| Invierno     | Invierno | Invierno     | Invierno | Invierno | Invierno | Invierno |
| ------------ | -------- | ------------ | -------- | -------- | -------- | -------- |
| Bandera de ? |          | Bandera de ? |          |          |          |          |
| Verano       |          |              |          |          |          |          |
| Bandera de ? |          | Bandera de ? |          |          |          |          |

- Actualizado el 28 de febrero de 2019

### Draft 2018
| N.º | Nac.              | Nombre        | Posición      | Edad    | Procedencia              |
| --- | ----------------- | ------------- | ------------- | ------- | ------------------------ |
|     | Bandera de Canadá | Joel Waterman | Mediocampista | 29 años | Trinity Western Spartans |
|     | Bandera de Canadá | Gabriel Bitar | Delantero     | 27 años | Carleton Ravens          |
|     | Bandera de Canadá | Easton Ongaro | Delantero     | 27 años | Alberta Golden Bears     |

## Entrenadores

### Cronología de los entrenadores
- Tommy Wheeldon Jr. (2018-presente)

## Palmarés

### Torneos nacionales
- Canadian Premier League (1): 2024.